# Mixmag
《Mixmag》（英语直译：混音杂志）是一份在伦敦出版的英国电子舞曲和夜店杂志。它于1983年作为印刷杂志创刊，现已扩展到舞蹈活动，包括节日和俱乐部之夜。

## 历史
《Mixmag》的第一期于1983年2月1日出版，是一本16页的黑白杂志，由DJ邮寄服务迪斯科混音俱乐部出版。第一期封面是美国音乐组合Shalamar的封面。
当20世纪80年代浩室音乐刚刚兴起时，编辑兼DJ戴夫·西曼将杂志从DJ交流通讯变成了一本涵盖所有舞蹈音乐和俱乐部文化的杂志。 Mixmag与其原出版公司Disco Mixed Club出版社合作，发行了一系列以“Mixmag Live”为主题的CD。该杂志的发行量达到70000份，后来于1990年代中期被出售给东中部地区联合出版社（East Midlands Allied Press，EMAP）有限公司。
1996年，美国版《Mixmag USA》问世。英国版《Mixmag》被EMAP收购后，该杂志改名为《Mixer》。2003年，该杂志完全停刊。
2003年销量下滑后，《Mixmag》于2005年被Development Hell收购。2007年，Nick DeCosemo成为主编。Duncan Dick于2015年4月成为主编。Patrick Hinton于2022年8月成为主编。  2012年，《卫报》与《Mixmag》合作对英国人吸毒习惯进行了调查。
在新冠疫情期间，该杂志暂停了印刷版的发行。
《Mixmag》由Wasted Talent有限公司所有，该公司于2017年5月由Mixmag Media有限公司更名而来。